# Kayla Ewellová
Kayla Noelle Ewellová (* 27. srpna 1985 Long Beach, Kalifornie, Spojené státy americké) je americká herečka, která se proslavila především rolí Caitlin Ramirez v telenovele Báječní a bohatí, rolí Maureen Sampson v seriálu Machři a šprti a rolí Vicki Donovan v seriálu Upíří deníky

## Životopis
Narodila se v Long Beach v Kalifornii a vyrůstala v Seal Beach. Studovala tanec, zpěv a herectví na Orange County Song & Dance Company ve Westminsteru. V roce 1999 ji během její herecké hodiny spatřil hledač talentů a požádal ji, aby přišla na konkurz. V roce 2003 absolvovala Los Alamitos High School.

## Kariéra
Její první televizní role byla Maureen Sampsonová v seriálu Machři a šprti, v epizodě "Carded and Discarded", kterou režíroval Judd Apatow. V letech 2004-2005 hrála v seriálu Báječní a bohatí a hostovala v televizních seriálech O.C., Bostonská střední, Veronica Mars, Zločiny ze sousedství a Vincentův svět. V roce 2006 měla malou roli ve filmu Jen trošku štěstí s Lindsay Lohanovou v hlavní roli a ve filmu Holky v balíku s Hilary a Haylie Duffovými. Hrála hlavní roli ve filmu Velký maturitní mejdan.
V roce 2009 hrála v prvních sedmi epizodách seriálu Upíří deníky. Svoji postavu, Vicki Donovanovou, popsala v rozhovoru pro časopis Star jako "opravdu neslušnou studentku střední školy" a "potížistku". Vicki byla první postava v seriálu, která byla přeměněna na upíra. Ewellinu postavu nakonec v seriálu zabil Stefan (Paul Wesley), když jí vrazil dřevěný kolík do hrudi, aby před ní ochránil Elenu (Nina Dobrevová), v halloweensky laděné epizodě s názvem "Haunted". V listopadu 2009 naznačila, že je stále pod smlouvou na tuto roli a že by se do seriálu mohla vrátit. Scenárista Kevin Williamson v listopadu 2009 řekl, že zatím neplánuje přivést ji zpátky, ale její postava se vrátila v posledním díle 2. série a objevila se v několika epizodách třetí série.
Zahrála si dětskou módní návrhářku v televizním filmu Keeping Up With The Randalls, kde hráli Thad Luckinbill, Roma Downey, Marion Ross a McKenna Jones. Ztvárnila servírku podezřelou z vraždy v televizním seriálu Slunečno, místy vraždy v díle „Beached“. V roce 2013 si zahrála v televizním filmu Shuffelton's Barbershop a hororovém filmu The Demented. V roce 2014 si zahrála v televizním filmu Dej mi své dítě. V roce 2017 hrála ve filmu Láska na vlnách.

## Osobní život
Od roku 2009 žije v Los Angeles v Kalifornii. V rozhovoru pro Sophisticate magazine v roce 2005 řekla, že ve svém volném čase ráda maluje, leze po skalách a slaňuje. Také mezi své koníčky přidala rafting. Na střední škole byla členkou surfařského týmu.
22. srpna 2009 byla zatčena za výtržnictví ve Smarr v Georgii s Candice Kingovou, Sarou Canningovou, Ninou Dobrevovou a fotografem Tylerem Shieldsem. Později byli propuštěni na kauci .
V květnu 2015 se zasnoubila s hercem a modelem Tannerem Novlanem. Vzali se 12. září 2015. 16. července 2019 se jim narodila dcera Poppy Marie Novlan a 6. června 2022 syn Jones Douglas Novlan.

## Filmografie
| Rok                   | Název                        | Role                                  | Poznámky                                                             |
| --------------------- | ---------------------------- | ------------------------------------- | -------------------------------------------------------------------- |
| 2000                  | Machři a šprti               | Maureen Sampson                       | 3 díly                                                               |
| 2000                  | Případ pro Sam               | Faith Cleary                          | díl: „Dlouhá cesta domů“                                             |
| 2004                  | Bostonská střední            | Dianne                                | 2 díly                                                               |
| 2004–2005             | Báječní a bohatí             | Caitlin Ramirez                       | 132 dílů                                                             |
| 2005                  | O.C.                         | Casey                                 | 3 díly                                                               |
| 2006                  | Veronica Mars                | Angie Dahl                            | díl: „I Am God“                                                      |
| 2006                  | Jen trošku štěstí            | Janet the Bank Teller                 | neuvedena v titulkách                                                |
| 2006                  | Holky v balíku               | Fabiella Receptionist                 |                                                                      |
| 2006                  | Zločiny ze sousedství        | Cindy Robinsonová                     | díl: „Výroční večírek“                                               |
| 2007–2008             | Vincentův svět               | Amy                                   | 3 díly                                                               |
| 2008                  | Velký maturitní mejdan       | Cara                                  |                                                                      |
| 2008                  | Impact Point                 | Jen Croweová                          |                                                                      |
| 2009–2011, 2014, 2017 | Upíří deníky                 | Vicki Donovanová                      | hlavní role (1. řada), vedlejší role (3. řada), host (2.,5.,8. řada) |
| 2009                  | Loudilové                    | Margot Jane Lindsworthová-Calliganová |                                                                      |
| 2009                  | Sběratelé kostí              | Alyssa Howland                        | díl: „Sůl v ráně“                                                    |
| 2010                  | Kriminálka Las Vegas         | Bettina Clarková                      | díl: „Vezmi si můj život“                                            |
| 2010                  | Scoundrels                   | Chantelle Hazenby                     | díl: „Birds of a Feather Flock Together“                             |
| 2010–2011             | Dr. House                    | Nika                                  | 2 díly                                                               |
| 2011                  | Keeping Up With The Randalls | Alcia Crosby                          | TV film                                                              |
| 2011                  | Slunečno, místy vraždy       | Maggie Baumanová                      | díl: „Vražedná pláž“                                                 |
| 2012                  | Franklin a Bash              | Monica Ward                           | díl: „Vášnivé léto“                                                  |
| 2013                  | The Demented                 | Taylor                                |                                                                      |
| 2013                  | Shuffelton’s Barbershop      | Norma                                 | TV film                                                              |
| 2014                  | Where Fate Meets             | Rachel                                | TV film                                                              |
| 2014                  | Dej mi své dítě              | Rachel                                | TV film                                                              |
| 2015                  | Grandfathered                | Maya                                  | díl: „Dad Face“                                                      |
| 2015                  | How Not to Propose           | Lena                                  | TV film                                                              |
| 2016                  | Lucifer                      | Amanda Bello                          | díl: „Pilot“                                                         |
| 2016                  | Noční směna                  | Cristina                              | díl: „Trust Issues“                                                  |
| 2016                  | Clandestine Dynasty          | agentka Carol                         | krátkometrážní film                                                  |
| 2016                  | Setkání po letech            | Patty Garner                          | TV film                                                              |
| 2017                  | Láska na vlnách              | Samantha Grey                         |                                                                      |
| 2017                  | Last Best Summer Ever        | Jenna Southerland                     |                                                                      |
| 2017                  | Me and My Grandma            | Victoria                              | hlavní role (6 dílů)                                                 |
| 2018                  | A Friend's Obsession         | Kate                                  |                                                                      |
| 2018                  | The Creatress                | Lacey                                 |                                                                      |
| 2018                  | Lethal Admirer               | Kate                                  | TV film                                                              |
| 2019                  | Agent II                     | Billy                                 |                                                                      |